# Hadroepistenia glabra
Hadroepistenia glabra är en stekelart som beskrevs av Gibson 2003. Hadroepistenia glabra ingår i släktet Hadroepistenia och familjen puppglanssteklar.
Artens utbredningsområde är Peru. Inga underarter finns listade i Catalogue of Life.